# 豊通テクノ
株式会社豊通テクノ（英:  TOYOTSU TECHNO CORPORATION ）は、かつて存在した豊田通商グループの自動車部品メーカー。本社を愛知県豊田市堤町東住吉50番地に置いていた。

## 概要
2010年（平成22年）10月1日、株式会社TEMCOの設備設計製作に関わる部門と豊通テクノプロト株式会社が合併し設立。設立の経緯から豊通マシナリーとは兄弟会社である。
2018年（平成30年）4月1日、トキワエンジニアリング株式会社に吸収合併され、株式会社豊通テックが発足。当社は解散した。

## 沿革
旧・株式会社TEMCO
- 1978年 - 愛知県名古屋市中村区名駅4丁目にて豊通エンジニアリング株式会社が設立。
- 1979年 ‐ 熱電対の製作開始。
- 1985年 ‐ 本社を現在地に移転。
- 1990年 ‐ 本社に事務棟及び製造工場増改築。
- 2007年 ‐ 株式会社トーメンテクノソリューションズと経営統合し、社名を株式会社TEMCOに変更。
- 2010年 - TEMCOを存続会社とし、豊通マシナリー（旧）、豊通エスケー、DICOが合併し、社名を株式会社豊通マシナリーに変更。設備の設計製作部門のみ分割し、豊通テクノプロト株式会社に継承。

株式会社豊通テクノ
- 2006年
  - 6月 - 豊田通商豊田機械部エンジニアリングGより分社化、豊通テクノプロト株式会社として設立。
  - 10月 - テラコーポレーションよりリジェネバーナー事業の譲渡を受け事業開始。
- 2010年 - 豊通テクノプロトとTEMCOの設計製作部門が合併し、株式会社豊通テクノを設立。
- 2011年 - 開発室を創設。
- 2013年 - 事業部制を導入し、生産設備事業部及び商品・試作部品事業部を発足。
- 2018年 - トキワエンジニアリング株式会社に吸収合併される[2]。

## 事業所
- 本社

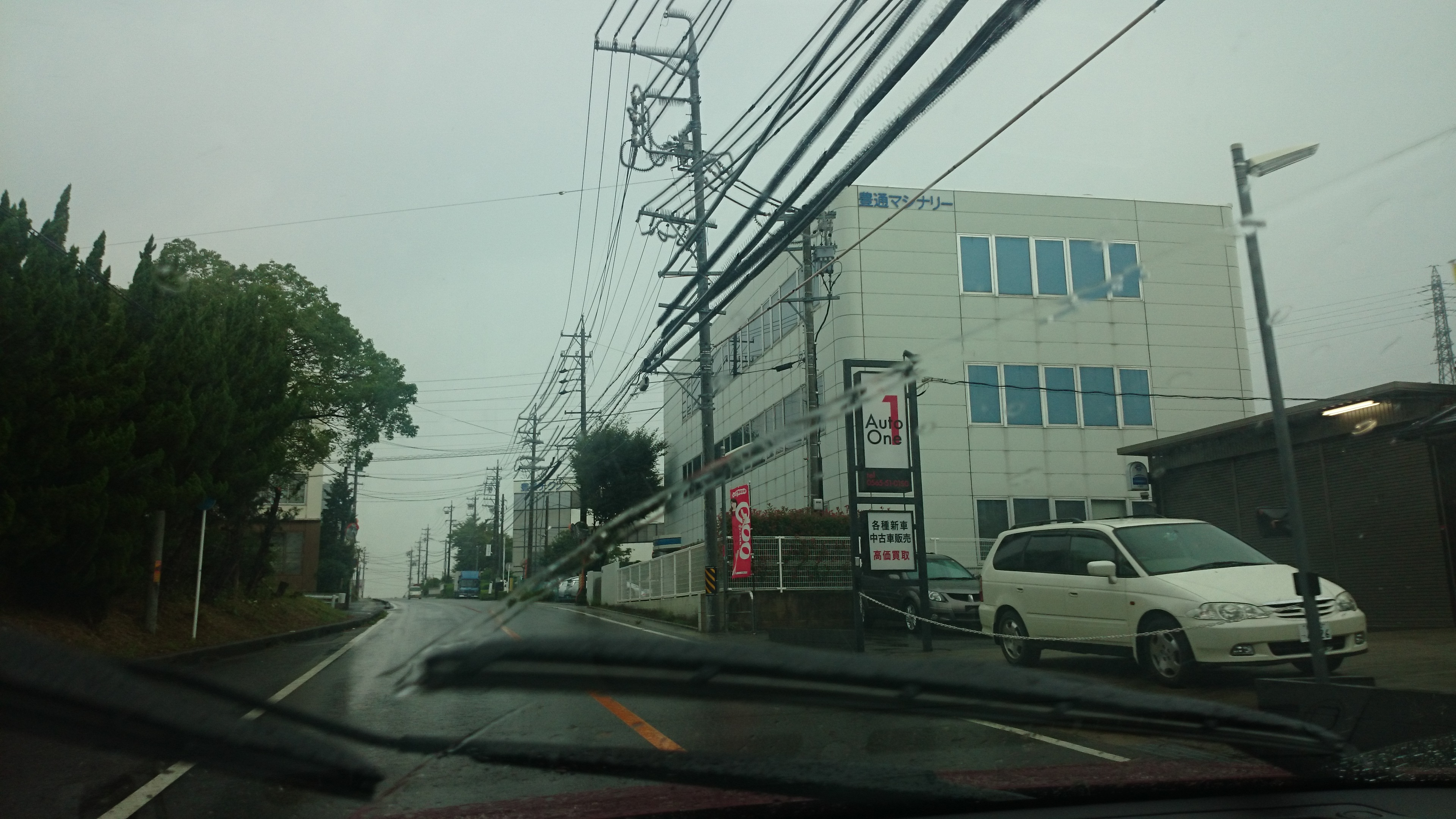
豊通マシナリー堤支店（手前）と豊通テクノ本社（奥）。棟は別だが住所は同一のものを使用している

  - 〒473-0932 愛知県豊田市堤町東住吉50番地 （事務棟は別だが、住所は豊通マシナリー堤支店と同一）
- 東京事業所
  - 〒108-0075 東京都港区港南2丁目3番13号 品川フロントビル5階（豊通マシナリー東京支店内）

## グループ会社
- 株式会社豊通マシナリー[3]

## その他
かつて、愛知県小牧市の桃花台新交通桃花台線で運用されていた桃花台新交通100系電車(ピーチライナー)の先頭車両が、本社真向かいの株式会社服部工務店の敷地内に保存されている。